# تشو دي
تشو دي (بالصينية: 朱德) (و. 1886 – 1976 م) هو سياسي صيني، كان عضوًا في الحزب الشيوعي الصيني، توفي في بكين، عن عمر 90 عامًا.

## الحياة الشخصية
وُلد تشو في الأول من ديسمبر عام 1886 لعائلة مزارع فقيرة في هونغ، وهي بلدة في محافظة ييلونغ، هي منطقة جبلية و معزولة عن مقاطعة سيتشوان الشمالية. من بين 15 طفلاً ولدوا للأسرة، نجا ثمانية فقط. إنتقلت عائلته إلى سيتشوان أثناء الهجرة من مقاطعة هونان ومقاطعة جوانجدونج. على الرغم من فقر عائلته، تم اختيار تشو لإرساله إلى مدرسة خاصة إقليمية في عام 1892، وفي سن التاسعة تبناه عمه المزدهر، والتحق بمدرسة سيتشوان الثانوية حوالي عام 1907 وتخرج عام 1908.

## مناصب
تولى منصب رئيس اللجنة الدائمة للمجلس الوطني لنواب الشعب ‏ (28 أبريل 1959–6 يوليو 1976)، ونائب رئيس الحزب الشيوعي الصيني ‏ (28 سبتمبر 1956–1 أغسطس 1966)، ونائب رئيس جمهورية الصين الشعبية (27 سبتمبر 1954–27 أبريل 1959)، وأمين اللجنة المركزية لفحص الانضباط ‏ (1 نوفمبر 1949–1 مارس 1955)، وعضو مجلس الشعب الصيني ‏.

## التعليم
تعلم في Yunnan Military Academy ‏، وجامعة غوتينغن.

## جوائز
حصل على جوائز منها:
- First Class Red Star Medal ‏.

| المناصب السياسية | المناصب السياسية                                                               | المناصب السياسية     |
| ---------------- | ------------------------------------------------------------------------------ | -------------------- |
| سبقه ليو شاوتشي  | رئيس اللجنة الدائمة للمجلس الوطني لنواب الشعب (2) 28 أبريل 1959 - 6 يوليو 1976 | تبعه سونغ تشينغ لينغ |
| سبقه             | نائب رئيس الحزب الشيوعي الصيني 28 سبتمبر 1956 - 1 أغسطس 1966                   | تبعه                 |
| سبقه             | نائب رئيس الصين 27 سبتمبر 1954 - 27 أبريل 1959                                 | تبعه سونغ تشينغ لينغ |
| سبقه Li Weihan   | أمين اللجنة المركزية لفحص الانضباط 1 نوفمبر 1949 - 1 مارس 1955                 | تبعه Dong Biwu       |

## روابط خارجية
- تشو دي على موقع الموسوعة البريطانية (الإنجليزية)
- تشو دي على موقع مونزينجر (الألمانية)